# 西濩沢県
西濩沢県（せいかくたく-けん）は中華人民共和国山西省にかつて存在した県。現在の晋城市陽城県西部に相当する。
南北朝時代、北魏により設置され、北斉により廃止された。